# Kogarah City Council
Kogarah City Council var en kommun i Australien. Den låg i delstaten New South Wales, i den sydöstra delen av landet, omkring 17 kilometer sydväst om delstatshuvudstaden Sydney. Antalet invånare var 60 411. Arean var 19,5 kvadratkilometer.
Kommunen upphörde den 12 maj 2016 då den slogs samman med Hurstville City Council och bildade det nya självstyresområdet Georges River Council.
Kogarah City Council omfattade Sydneyförorterna Blakehurst, Connells Point, Hurstville Grove, Beverley Park, Kogarah och Kogarah Bay.